# Miraumont

Miraumont este o comună în departamentul Somme, Franța. În 1 ianuarie 2022 avea o populație de 630 de locuitori.